# Feder (DJ)
Pour les articles homonymes, voir Feder.
Feder est un DJ, producteur et réalisateur français, né Hadrien Federiconi le 5 septembre 1987 à Biot dans les Alpes-Maritimes.

## Biographie

### Enfance
Hadrien Federiconi naît le 5 septembre 1987 à Biot. Ses parents travaillent dans le domaine de la santé. Il a un frère, devenu architecte. Il grandit à Biot.

### Études et début
Après des études de commerce, Hadrien Federiconi intègre l'ISTS, école du son, à Paris. Installé dans la capitale, il fonde un éphémère groupe avec Alexandre Chière. Il se fait connaître en 2014 avec un remix de la chanson Can't get away de Sixto Rodriguez. Après avoir signé chez Atlantic Records, il connait un succès international en 2015 avec le morceau Goodbye, qui se classe no 1 des ventes en France durant six semaines, ainsi que dans plusieurs pays. Il est alors élu « Révélation de l'année » aux NRJ DJ Awards, et enchaîne les succès avec notamment les titres Blind (2015), Lordly (2016) et Breathe (2017).

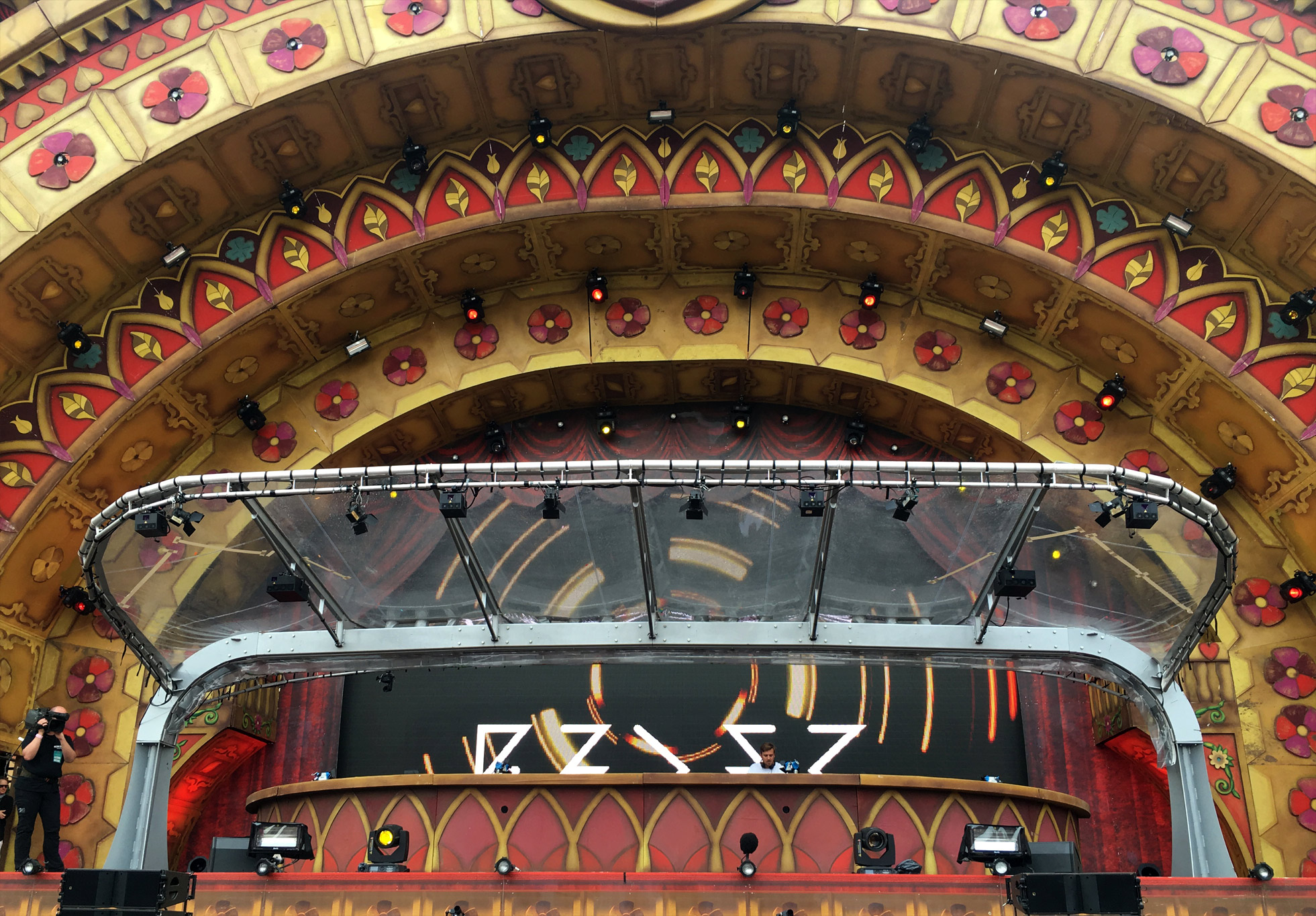
Feder à Tomorrowland, Belgique, juillet 2016, sur la scène « Opera ».

En 2018, il compose le titre Rolling Stone pour Mylène Farmer, qui se classe no 1 des ventes en France, ainsi que 7 autres titres pour l'album Désobéissance. En parallèle, il sort son titre Control en fin d'année.
Il est marié.

## Style musical
Il qualifie sa musique d'« assez sombre, avec un côté sensuel, sexy […] dans l’émotion ».

## Discographie

### Singles

#### Artiste principal
| Année                                                                          | Titre                                                | Classement | Classement | Classement | Classement | Classement | Classement | Classement | Classement | Album      |
| Année                                                                          | Titre                                                | FRA        | ALL        | AUT        | BEL (FL)   | BEL (WAL)  | ITA        | P-B        | SUI        | Album      |
| ------------------------------------------------------------------------------ | ---------------------------------------------------- | ---------- | ---------- | ---------- | ---------- | ---------- | ---------- | ---------- | ---------- | ---------- |
| 2013                                                                           | Sixto                                                | —          | —          | —          | —          | —          | —          | —          | —          |            |
| 2014                                                                           | Goodbye (featuring Lyse)                             | 1          | 8          | 6          | 3          | 1          | 11         | 26         | 1          | Square One |
| 2015                                                                           | Blind (featuring Emmi)                               | 5          | 78         | 39         | —          | 50         | —          | —          | 25         | Square One |
| 2016                                                                           | Lordly (featuring Alex Aiono)                        | 10         | —          | —          | —          | 36         | —          | —          | —          | Square One |
| 2017                                                                           | Back for More (featuring Daecolm)                    | 54         | —          | —          | —          | —          | —          | —          | —          |            |
| 2017                                                                           | Blame Me                                             | —          | —          | —          | —          | —          | —          | —          | —          |            |
| 2017                                                                           | Private Dancer (avec Julian Perretta)                | 41         | —          | —          | —          | —          | —          | —          | —          |            |
| 2017                                                                           | Breathe                                              | 10         | —          | —          | —          | —          | —          | —          | —          | Breathe EP |
| 2018                                                                           | Keep Us Apart (avec Jen Jis featuring Bright Sparks) | 93         | —          | —          | —          | —          | —          | —          | —          |            |
| 2018                                                                           | Control (featuring Bryce Vine & Dan Caplen)          | 112        | —          | —          | —          | —          | —          | —          | —          |            |
| 2019                                                                           | Don't Stop                                           | —          | —          | —          | —          | —          | —          | —          | —          |            |
| 2019                                                                           | Parigo (avec Sadek)                                  | —          | —          | —          | —          | —          | —          | —          | —          |            |
| 2020                                                                           | That Girl                                            | —          | —          | —          | —          | —          | —          | —          | —          |            |
| 2020                                                                           | Cosa Fai                                             | —          | —          | —          | —          | —          | —          | —          | —          |            |
| 2020                                                                           | Meghna                                               | —          | —          | —          | —          | —          | —          | —          | —          |            |
| 2021                                                                           | Let There Be Drums (avec Upsahl)                     | —          | —          | —          | —          | —          | —          | —          | —          |            |
| 2021                                                                           | Call Me Papi (avec Ofenbach featuring Dawty Music)   | 179        | —          | —          | —          | —          | —          | —          | —          |            |
| 2021                                                                           | Reality (avec Damien N-Drix featuring Max Wassen)    | —          | —          | —          | —          | —          | —          | —          | —          |            |
| 2022                                                                           | Strangers                                            | 186        | —          | —          | —          | —          | —          | —          | —          |            |
| 2022                                                                           | Talk to Me (avec DaBaby & Blacc Zacc & Zayytona Fox) | —          | —          | —          | —          | —          | —          | —          | —          |            |
| 2022                                                                           | Me, Myself and Miami (featuring Kairos Groove)       | —          | —          | —          | —          | —          | —          | —          | —          |            |
| 2023                                                                           | I Don't Wanna Dance                                  | —          | —          | —          | —          | —          | —          | —          | —          |            |
| "—" signifie que le single ne s'est pas classé ou n'est pas sorti dans le pays |                                                      |            |            |            |            |            |            |            |            |            |

### Remixes
- 2015 : Rudimental feat. Foy Vance - Never Let You Go (Feder Remix)
- 2015 : The Avener & Kadebostany - Castle in the Snow (Feder Remix)
- 2015 : David Guetta feat. Sia & Fetty Wap - Bang My Head (Feder Remix)
- 2017 : Guille Morelli - Hurt Me (Feder Remix)
- 2019 : Rita Ora feat. 6lack - Only Want You (Feder Remix)
- 2020 : Master KG feat. Nomcebo Zikode - Jerusalema (Feder Remix)
- 2020 : Dua Lipa feat. Angèle - Fever (Feder Remix)
- 2024 : Mylène Farmer - Désenchantée (Feder Remix)
- 2024 : Mylène Farmer - Optimistique-moi (Feder Remix)